# Stuck (Stacie Orrico)
"Stuck" is een single van de Amerikaanse zangeres Stacie Orrico en kwam uit in 2003. Het nummer staat op haar debuutalbum Stacie Orrico. "Stuck" staat ook op de soundtrack van de film Stuck in the Suburbs en was ook het themanummer tijdens het Copa América 2004.
In de Verenigde Staten piekte het nummer op de 52e plek. Daarentegen, behaalde het nummer een plek binnen de top-10 in landen zoals Australië, Denemarken, Duitsland, Noorwegen en Nederland.
De bijhorende videoclip is geregisseerd door Diane Martel. In de clip is Orrico's neef Trevor Wright te zien, die haar vriend speelt in de videoclip.

## Tracklijst
| Nr. | Titel                           | Duur |
| --- | ------------------------------- | ---- |
| 1.  | Stuck (albumversie)             |      |
| 2.  | Stuck (rhythmic mix)            |      |
| 3.  | Stuck (Thunderpuss radioversie) |      |

| Nr. | Titel                                       | Duur |
| --- | ------------------------------------------- | ---- |
| 1.  | Stuck (albumversie)                         | 3:42 |
| 2.  | Stuck (Barry Harris & Chris Cox club remix) | 8:25 |
| 3.  | Until I Find You                            | 3:01 |
| 4.  | Stuck (videoclip)                           |      |

| Nr. | Titel               | Duur |
| --- | ------------------- | ---- |
| 1.  | Stuck (albumversie) | 3:42 |
| 2.  | Bounce Back         | 3:01 |

| Nr. | Titel                                        | Duur  |
| --- | -------------------------------------------- | ----- |
| 1.  | Stuck (Barry Harris & Chris Cox club remix)  | 8:25  |
| 2.  | Stuck (Barry Harris & Chris Cox radio remix) | 3:05  |
| 3.  | Stuck (Barry Harris & Chris Cox dub)         | 10:05 |
| 4.  | Stuck (rhythmic mix)                         | 3:45  |

## Hitnoteringen

### Nederlandse Top 40
| Hitnotering: 12-07-2003 t/m 04-10-2003 | Hitnotering: 12-07-2003 t/m 04-10-2003 | Hitnotering: 12-07-2003 t/m 04-10-2003 | Hitnotering: 12-07-2003 t/m 04-10-2003 | Hitnotering: 12-07-2003 t/m 04-10-2003 | Hitnotering: 12-07-2003 t/m 04-10-2003 | Hitnotering: 12-07-2003 t/m 04-10-2003 | Hitnotering: 12-07-2003 t/m 04-10-2003 | Hitnotering: 12-07-2003 t/m 04-10-2003 | Hitnotering: 12-07-2003 t/m 04-10-2003 | Hitnotering: 12-07-2003 t/m 04-10-2003 | Hitnotering: 12-07-2003 t/m 04-10-2003 | Hitnotering: 12-07-2003 t/m 04-10-2003 | Hitnotering: 12-07-2003 t/m 04-10-2003 | Hitnotering: 12-07-2003 t/m 04-10-2003 |
| Week:                                  | 1                                      | 2                                      | 3                                      | 4                                      | 5                                      | 6                                      | 7                                      | 8                                      | 9                                      | 10                                     | 11                                     | 12                                     | 13                                     |                                        |
| -------------------------------------- | -------------------------------------- | -------------------------------------- | -------------------------------------- | -------------------------------------- | -------------------------------------- | -------------------------------------- | -------------------------------------- | -------------------------------------- | -------------------------------------- | -------------------------------------- | -------------------------------------- | -------------------------------------- | -------------------------------------- | -------------------------------------- |
| Positie:                               | 21                                     | 11                                     | 4                                      | 3                                      | 3                                      | 5                                      | 3                                      | 4                                      | 4                                      | 7                                      | 14                                     | 26                                     | 38                                     | uit                                    |

### NederlandseSingle Top 100
| Hitnotering: 28-06-2003 t/m 25-10-2003 | Hitnotering: 28-06-2003 t/m 25-10-2003 | Hitnotering: 28-06-2003 t/m 25-10-2003 | Hitnotering: 28-06-2003 t/m 25-10-2003 | Hitnotering: 28-06-2003 t/m 25-10-2003 | Hitnotering: 28-06-2003 t/m 25-10-2003 | Hitnotering: 28-06-2003 t/m 25-10-2003 | Hitnotering: 28-06-2003 t/m 25-10-2003 | Hitnotering: 28-06-2003 t/m 25-10-2003 | Hitnotering: 28-06-2003 t/m 25-10-2003 | Hitnotering: 28-06-2003 t/m 25-10-2003 | Hitnotering: 28-06-2003 t/m 25-10-2003 | Hitnotering: 28-06-2003 t/m 25-10-2003 | Hitnotering: 28-06-2003 t/m 25-10-2003 | Hitnotering: 28-06-2003 t/m 25-10-2003 | Hitnotering: 28-06-2003 t/m 25-10-2003 | Hitnotering: 28-06-2003 t/m 25-10-2003 | Hitnotering: 28-06-2003 t/m 25-10-2003 | Hitnotering: 28-06-2003 t/m 25-10-2003 | Hitnotering: 28-06-2003 t/m 25-10-2003 |
| Week:                                  | 1                                      | 2                                      | 3                                      | 4                                      | 5                                      | 6                                      | 7                                      | 8                                      | 9                                      | 10                                     | 11                                     | 12                                     | 13                                     | 14                                     | 15                                     | 16                                     | 17                                     | 18                                     |                                        |
| -------------------------------------- | -------------------------------------- | -------------------------------------- | -------------------------------------- | -------------------------------------- | -------------------------------------- | -------------------------------------- | -------------------------------------- | -------------------------------------- | -------------------------------------- | -------------------------------------- | -------------------------------------- | -------------------------------------- | -------------------------------------- | -------------------------------------- | -------------------------------------- | -------------------------------------- | -------------------------------------- | -------------------------------------- | -------------------------------------- |
| Positie:                               | 84                                     | 37                                     | 21                                     | 11                                     | 9                                      | 7                                      | 4                                      | 8                                      | 7                                      | 8                                      | 11                                     | 14                                     | 23                                     | 31                                     | 46                                     | 51                                     | 75                                     | 86                                     | uit                                    |

## Releasedata
| Land      | Releasedatum  | Formaat   | Label  |
| --------- | ------------- | --------- | ------ |
| Australië | 24 maart 2003 | Cd-single | Virgin |